# Beishan jiujing
Das Reiswein-Buch des Nordberges (chinesisch 北山酒经 Beishan jiujing) aus der Nördlichen Song-Dynastie ist die früheste Monographie über Reisweinherstellung. Das Werk wurde ca. 1100 von Zhu Yizhong aus Wuxi, Zhejiang, verfasst. Es ist auch unter dem Titel Reiswein-Buch des Zhu Yizhong (Zhu Yizhong jiujing) bekannt. Es ist ein weiteres klassisches Werk zur Reiswein-Herstellung nach dem Qimin yaoshu und eine wichtige Quelle zur Geschichte der chinesischen Ess- und Trinkkultur.
Der „Nordberg“ des Buchtitels liegt am Westsee bei Hangzhou. Das Werk umfasst drei Bände. Der erste ist eine allgemeine Einführung mit einem geschichtlichen Rückblick, der zweite erläutert die Herstellung von Gärungserregern und die Gärungstechnologie, der letzte erläutert besondere Verfahren zur Produktion hochqualitativer Reisweine. Zu dem Werk wurde im Jahr 1117 eine Fortsetzung geschrieben. Sie trägt den Titel Xu Beishan jiujing (auf Deutsch Fortsetzung zum Reiswein-Buch des Nordberges). Sie stammt von Zhu Yizhongs Freund Li Bao.